# Aphaereta vondelparkensis
Aphaereta vondelparkensis is een sluipwesp die behoort tot de orde vliesvleugeligen, hymenoptera; de familie van de schildwespen, braconidae; de onderfamilie Alysiinae en het geslacht Aphaereta. De soort werd in 2019 ontdekt op de Koeienweide in het Vondelpark. En werd in 2020 gepubliceerd in het vakblad Biodiversity Data Journal.
De wesp werd tijdens een expeditie, op touw gezet door Taxon Expeditions, aangetroffen in een jampot met rottend vlees in het park. Naast deze nieuw wespensoort werd er ook een nieuwe keversoort ontdekt (Ptomaphagus thebeatles).